# حل المثلثات
حل المثلثات (بالإنجليزية: Solution of triangles) هي المسألة الرئيسية لحساب المثلثات التي تتعلق بإيجاد خصائص مثلث (الزوايا وأطوال الأضلاع)، عندما يكون بعضها معروفًا. يمكن وضع المثلث على المستوي أو على الكرة. وتشمل التطبيقات التي تتطلب حل المثلثات الجيوديسيا وعلم الفلك والبناء والملاحة.

## حل المُثَلَّثات المُسْتَوِية

ترميز أساسي لمثلث

مثلث الشكل العام له ست مميزات رئيسية (انظر الصورة): أطوال الأضلاع a ، و b ، و c وثلاثة زوايا (α ، β ، γ). تتمثل معضلة حساب المثلثات الكلاسيكي في تحديد ثلاث من الخصائص الست وتحديد الثلاث الأخرى. يمكن تحديد المثلث بصورة فريدة بهذا المعنى عند إعطاء أي مما يلي:
- ثلاث أضلاع (SSS)
- ضلعان وزاوية محصورة بينهما (SAS)
- ضلعان وزاوية غير محصورة بينهما (SSA)، إذا كان طول الضلع المجاور للزاوية أقصر من طول الضلع الآخر.
- ضلع وزاويتان مجاورتان له (ASA)
- ضلع والزاوية المقابلة له والزاوية المجاورة له (AAS).

النسبة لجميع الحالات في المستوي، يجب تحديد واحد على الأقل من أطوال الأضلاع. إذا أعطيت الزوايا فقط، فلا يمكن تحديد أطوال الأضلاع، لأن أي مثلث مشابه هو الحل.

### العلاقات المثلثية

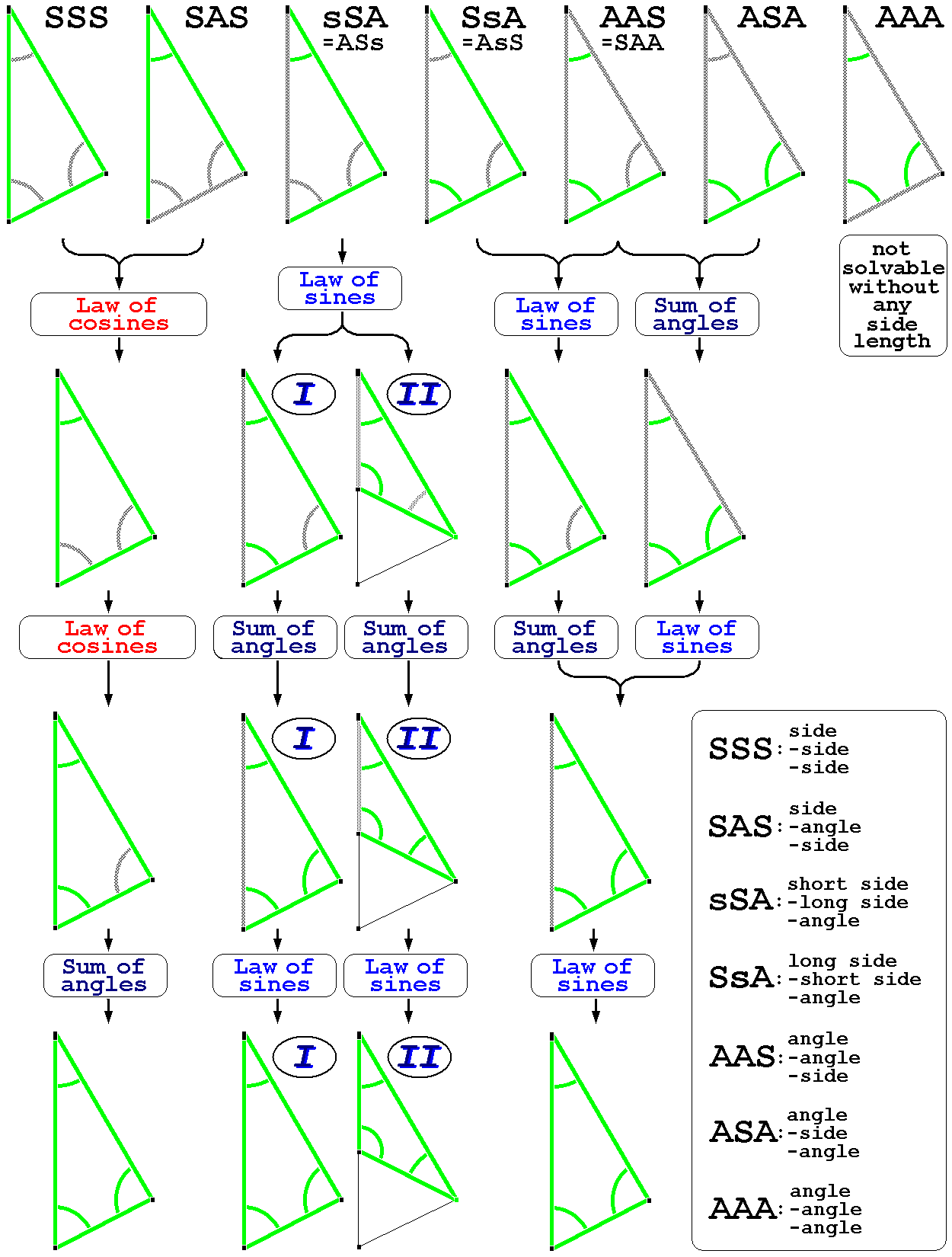
نظرة عامة على خطوات وأدوات خاصة تستخدم عند حل المثلثات المستوية

الطريقة الأساسية لحل المعضلة هي استخدام العلاقات الأساسية.
قانون جيب التمام

{\displaystyle a^{2}=b^{2}+c^{2}-2bc\cos \alpha }
{\displaystyle b^{2}=a^{2}+c^{2}-2ac\cos \beta }
{\displaystyle c^{2}=a^{2}+b^{2}-2ab\cos \gamma }
قانون الجيب

{\displaystyle {\frac {a}{\sin \alpha }}={\frac {b}{\sin \beta }}={\frac {c}{\sin \gamma }}}
مجموع الزوايا

{\displaystyle \alpha +\beta +\gamma =180^{\circ }}
قانون الظل

{\displaystyle {\frac {a-b}{a+b}}={\frac {\tan[{\frac {1}{2}}(\alpha -\beta )]}{\tan[{\frac {1}{2}}(\alpha +\beta )]}}.}
هناك علاقات عامة أخرى (مفيدة عمليًا في بعض الأحيان): قانون ظل التمام وصيغة مولفيده.

### ثلاث أضلاع معطاة (SSS)

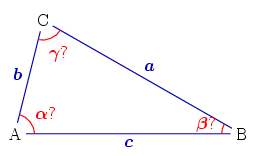
ثلاث أضلاع معطاة

لتكن ثلاث أضلاع معلومة A و B و C. لإيجاد الزوايا α و β، يمكن استخدام قانون جيب التمام:
{\displaystyle {\begin{aligned}\alpha &=\arccos {\frac {b^{2}+c^{2}-a^{2}}{2bc}}\\[4pt]\beta &=\arccos {\frac {a^{2}+c^{2}-b^{2}}{2ac}}\end{aligned}}}
عندئذ تساوي الزاوية γ:
γ = 180° − α − β
توصي بعض المصادر بإيجاد الزاوية β من قانون الجيب ولكن هناك خطر من خلط قيمة الزاوية الحادة مع قيمة الزاوية المنفرجة.
طريقة أخرى لحساب الزوايا من الأضلاع المعلومة هي تطبيق قانون ظل التمام.

### ضلعان وزاوية محصورة معطاة (SAS)

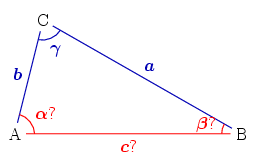
ضلعان والزاوية المحصورة بينهما

هنا، أطوال الأضلاع a ، و b والزاوية γ المحصورة بين هذه الأضلاع معلومة.  يمكن تحديد الضلع الثالث من قانون جيب التمام:
{\displaystyle c={\sqrt {a^{2}+b^{2}-2ab\cos \gamma }}.}
الآن نستخدم قانون جيب التمام لإيجاد الزاوية الثانية:
{\displaystyle \alpha =\arccos {\frac {b^{2}+c^{2}-a^{2}}{2bc}}.}
وأخيرًا، β = 180° − α − γ.

### ضلعان وزاوية غير محصورة معطاة (SSA)

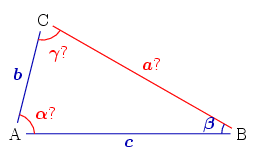
ضلعان وزاوية غير محصورة المعطاة

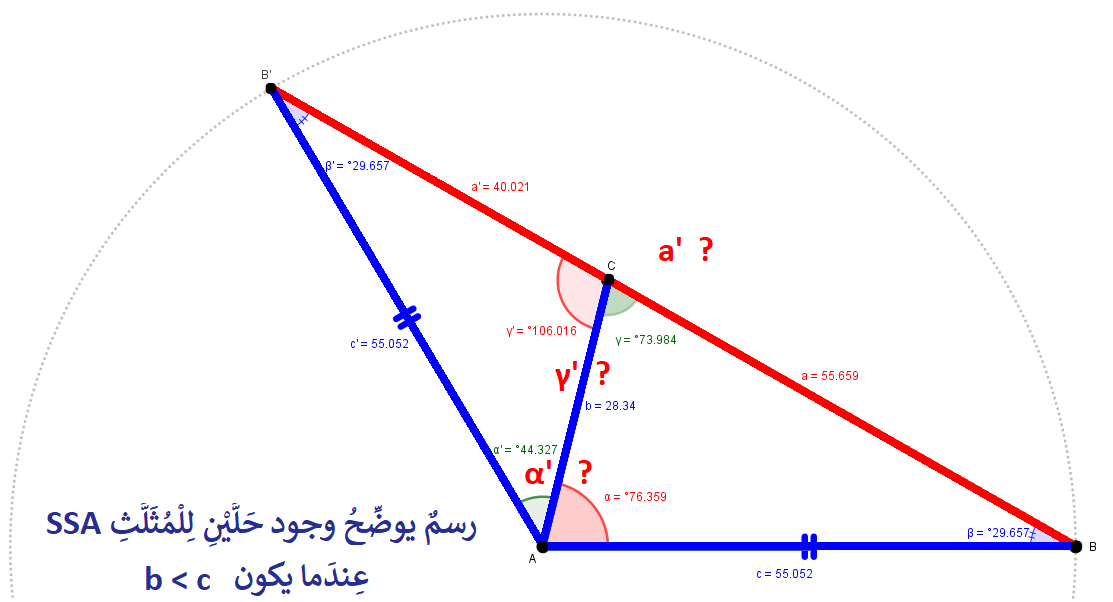
رسمٌ يوضِّحُ حلَّيْن للمثلث SSA معلوم الجانبين وزاوية β غير محصورة بينهما لو الضِلْع c أصغر مِن الضِلع b المُقابل للزاوية المجهولة γ فتكون منفرجة أو حادَّة.

هذه الحالة غير قابلة للحل في جميع الحالات؛  يتم ضمان أن يكون الحل فريدًا فقط إذا كان طول الضلع المجاور للزاوية أقصر من طول الضلع الآخر. نفترض أن ضلعين b و c والزاوية β معلومتان. يمكن ايجاد معادلة الزاوية γ من قانون الجيب:
{\displaystyle \sin \gamma ={\frac {c}{b}}\sin \beta }
نضع D = cb sin β (الجهة اليمنى للمعادلة).  هناك أربع حالات ممكنة:
1. إذا كان D > 1: فلا يوجد مثل هذا المثلث لأن الضلع b لا يصل إلى القطعة المستقيمة BC. ولنفس السبب لا يوجد حل إذا كانت الزاوية β ≥ 90° ، و b ≤ c.
2. إذا كان D = 1: يوجد حل وحيد: γ = 90°، أي أن المثلث قائم الزاوية.
3. إذا كان D < 1: هناك بديلان ممكنان:

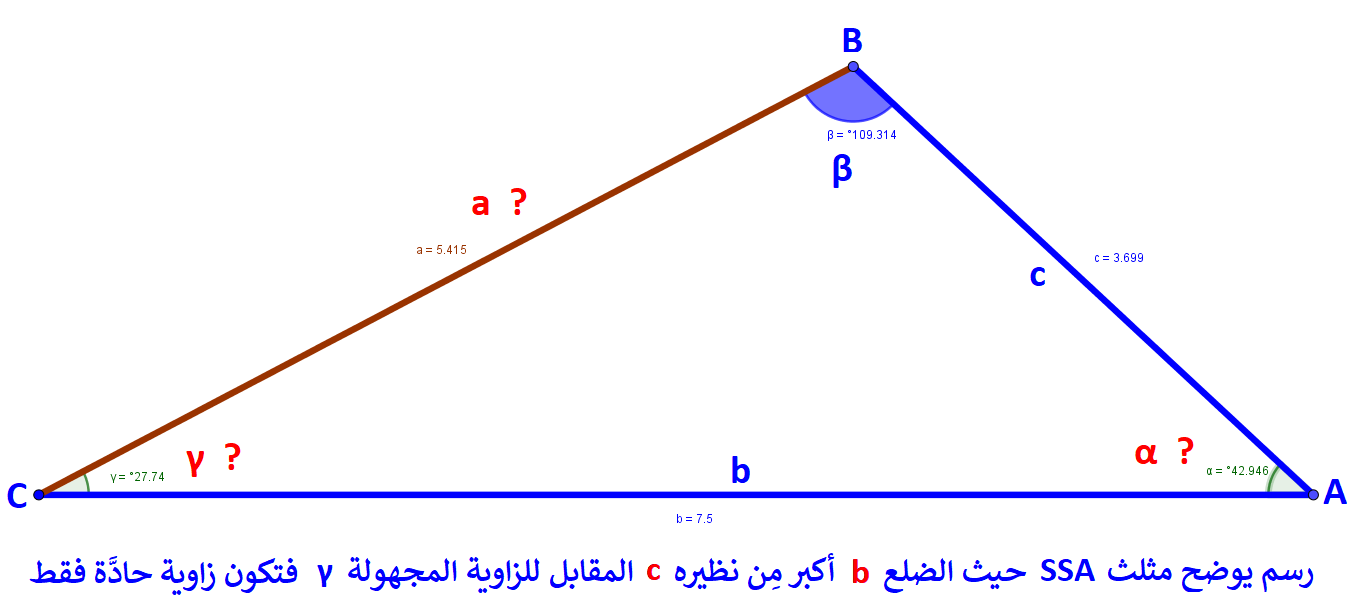
رسمٌ يوضِّحُ حلًّا واحدًا فقط للمثلث SSA معلوم الجانبين وزاوية β غير محصورة بينهما حينَ يكون الضِلع c أصغر مِن نظيره المعلوم b المُقابل للزاوية المجهولة γ حيث تكون زاوية حادَّة.

  1. رسمٌ يوضِّحُ حلًّا واحدًا فقط للمثلث SSA معلوم الجانبين وزاوية β غير محصورة بينهما حينَ يكون الضِلع c أصغر مِن نظيره المعلوم b المُقابل للزاوية المجهولة γ حيث تكون زاوية حادَّة.إذا كانت b ≥ c: فإن β ≥ γ (الضلع الأكبر يقابل الزاوية الكبرى). بما أنَّهُ لا يمكن أن يكون للمثلث أكثر من زاوية منفرجة، فإن γ هي زاوية حادة والحل γ = arcsin D فريد.
  2. إذا كانت b < c: فقد تكون الزاوية γ حادة: γ = arcsin D أو منفرجة: γ′ = 180° - γ. يوضح الشكل الموجود على اليسار النقطة C والضلع b والزاوية γ كحل أول، والنقطة B′ والضلع c′ والزاوية γ' كحل ثان.

عند الحصول على الزاوية γ تُحسب الزاوية الثالثة بتطبيق متطابقة مجموع الزوايا:
α = 180° − β − γ
عندئذٍ يمكن ايجاد الضلع الثالث مِن قانون الجيب:
{\displaystyle a=b\ {\frac {\sin \alpha }{\sin \beta }}}
أو
{\displaystyle a=c\cos \beta \pm {\sqrt {b^{2}-c^{2}\sin ^{2}\beta }}} .

### ضلع وزاويتان مجاورتان معطاة (ASA)

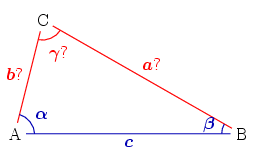
ضلع وزاويتان مجاورتان معطاة

الخصائص المعلومة هي الضلع c والزوايا α, β. الزاوية الثالثة γ = 180° − α − β.
يمكن حساب ضلعين مجهولين بتطبيق قانون الجيب:
{\displaystyle a=c\ {\frac {\sin \alpha }{\sin \gamma }};\quad b=c\ {\frac {\sin \beta }{\sin \gamma }}.}
أو
{\displaystyle a=c{\frac {\sin \alpha }{\sin \alpha \cos \beta +\sin \beta \cos \alpha }}}

### ضلع وزاوية مجاورة وزاوية مقابلة معطاة (AAS)
إجراء حل مثلث AAS هو نفس الإجراء الخاص بمثلث ASA: أولاً، نبحث عن الزاوية الثالثة باستخدام خاصية مجموع زوايا المثلث، ثم نبحث عن الضلعين الآخرين باستخدام قانون الجيب.

### أطوال أخرى معطاة
في كثير من الحالات، يمكن حل المثلثات انطلاقًا من بعض المعلومات ، بعضها أطوال متوسطات المثلث أو الارتفاعات أو منصفات الزوايا. يسرد الكتاب "The Secrets of Triangles" للعالمين بوسامنتيير وليمان نتائج مسألة قابلية الحل فقط باستخدام الجذور التربيعية (أي قابلية الإنشاء) لعدد 95 حالة متميزة؛ 63 مِن تلك الحالات قابلة للإنشاء.

## حل المُثَلَّثات الكُرَوِيَّة

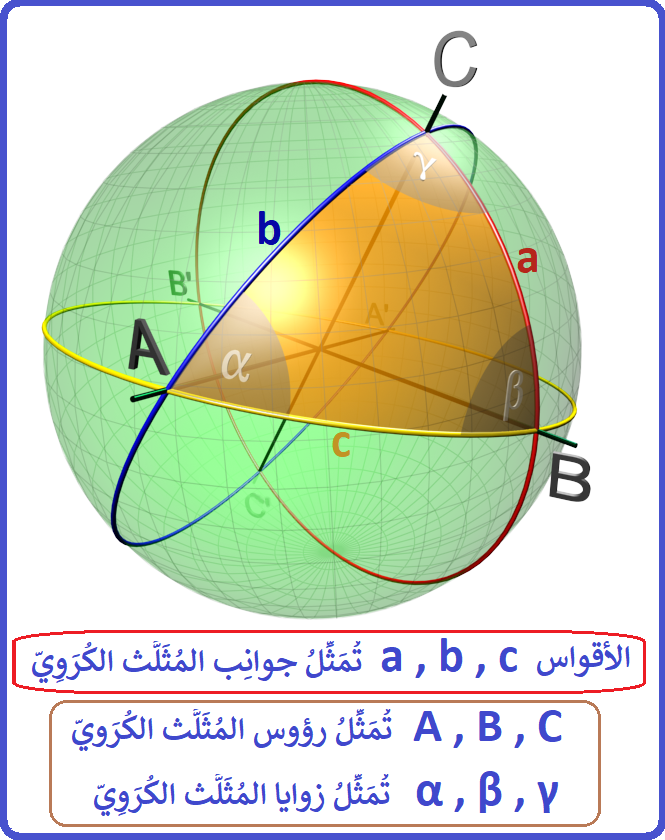
عناصِرُ المُثَلَّثِ الكُرَوِيّ بِرَسم ثُلاثي الأبعاد

يحدَّد المثلث الكروي العام بالكامل من قبل ثلاث من خصائصه السِتَّة (3 أقواس و 3 زوايا). أطوال الأقواس a ، و b ، و c للمثلث الكروي هي زواياها المركزية، تقاس بوحدات الزَّاوية بدلاً مِن وحدات الطُّول. (في كُرة الوِحدة، كرة نصف قطرها يساوي الواحد الصحيح من وِحدات الطُّول، تكون الزاوية (بالرَّاديان) والطول حول الكرة متماثلة عدديًّا. وفي الكُرات الأُخرى، تكون الزَّاوية (بالرَّاديان) مُساوية للطول حول الكرة مقسومًا على نصف القطر. ويُشْتَقُّ عادً من جنس رموز أقواس أو جوانب المُثَلَّث الكُرَوِيّ رُموزًا لزواياهُ بِحيثُ تَكُوْنُ الحروف كبيرة هكذا A ، و B ، و C وهي نفسها بالرموز اللاتينية ألفا α ، بيتا β ، جاما γ ، بحيث يقابُل كلُّ رمزٍ في تِلْكَ الأقواس نَظِيْرَهُ مِن الزَّوايا المُقابِلة وهي الزَّوايا على السَّطح الخارجي للمُثَلَّثِ الكُرَوِيّ.
تختلف الهندسة الكروية عن الهندسة الإقليدية المستوية، لذا فإن حَلَّ المثلثات الكروية مبني على قواعد مختلفة. على سبيل المثال، يعتمد مجموع الزوايا الثلاث α + β + γ على حجم المثلث.
ويعتمد المُثَلَّث الكُرويّ على أقواس ضِمْن دوائر مركزها مركز الكُرة فقط وليس مَثلًا كدوائر العَرض شَمال وجنوب الإستواء في الكُرَةِ الأرضيَّة فمركزُ كُلٍّ مِنها يكون نُقطة على المحور الطولي الواصل بين القطبين لِذا مُحيطها أقل من مُحيط دائرة الإستواء.
بالإضافة إلى ذلك، لا يمكن أن تكون المثلثات المتشابهة غير متساوية، لِذا فإنَّ مشكلة إنشاء مثلث بثلاث زوايا محددة لها حَلٌّ فريد. العلاقات الأساسية المستخدمة لِحل مشكلة مماثلة لتلك الموجودة في الحالة المستوية: انظر قوانين الجيب وجيب التمام للمثلثات الكروية.
من بين العلاقات الأخرى التي قد تكون مفيدة هي صيغة نصف القوس وصيغ نابير:

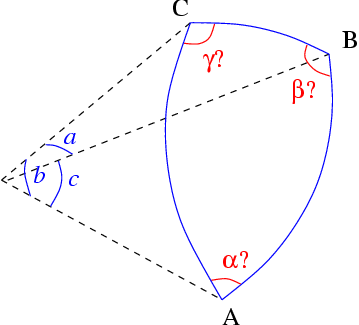
ثلاث أقواس معطاة

- {\displaystyle \tan {\frac {c}{2}}\cos {\frac {\alpha -\beta }{2}}=\tan {\frac {a+b}{2}}\cos {\frac {\alpha +\beta }{2}}}
- {\displaystyle \tan {\frac {c}{2}}\sin {\frac {\alpha -\beta }{2}}=\tan {\frac {a-b}{2}}\sin {\frac {\alpha +\beta }{2}}}
- {\displaystyle \cot {\frac {\gamma }{2}}\cos {\frac {a-b}{2}}=\tan {\frac {\alpha +\beta }{2}}\cos {\frac {a+b}{2}}}
- {\displaystyle \cot {\frac {\gamma }{2}}\sin {\frac {a-b}{2}}=\tan {\frac {\alpha -\beta }{2}}\sin {\frac {a+b}{2}}.}

### ثلاث أقواس معطاة (SSS كروي)
المعلومة: الأقواس a ، و b ، و c (بوحدات الزاوية). تحسب زوايا المثلث A ، و B ، و C وهي نفسها بالرُّمُوز اللاتينية ألفا α ، بيتا β ، جاما γ ، باستخدام قانون جيب التَّمام للمثلثات الكروية:

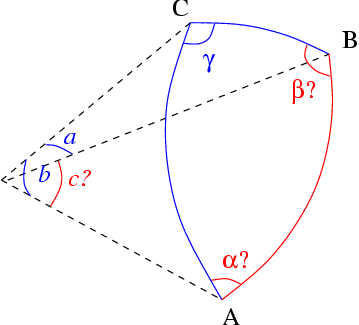
قوسان وزاوية محصورة معطاة

{\displaystyle \alpha =\arccos \left({\frac {\cos a-\cos b\ \cos c}{\sin b\ \sin c}}\right),}
{\displaystyle \beta =\arccos \left({\frac {\cos b-\cos c\ \cos a}{\sin c\ \sin a}}\right),}
{\displaystyle \gamma =\arccos \left({\frac {\cos c-\cos a\ \cos b}{\sin a\ \sin b}}\right).}

### قوسان وزاوية محصورة معطاة (SAS كروي)
المعلومة: الأقواس a ، و b ، والزاوية المحصورة بينهما γ أو C وهي المقابلة للقوس c فَتُحسَبُ قِيْمَتُهُ باستخدام قانون جيب التمام للمثلثات الكروية:
{\displaystyle c=\arccos \left(\cos a\cos b+\sin a\sin b\cos \gamma \right).}
يمكن حساب الزوايا α, β على النَّحوِ الوارد أعلاه، أو باستخدام صيغ نابير:
{\displaystyle \alpha =\arctan \ {\frac {2\sin a}{\tan({\frac {\gamma }{2}})\sin(b+a)+\cot({\frac {\gamma }{2}})\sin(b-a)}},}
{\displaystyle \beta =\arctan \ {\frac {2\sin b}{\tan({\frac {\gamma }{2}})\sin(a+b)+\cot({\frac {\gamma }{2}})\sin(a-b)}}.}
في المِلاحة تنشأ مُعضِلة في إيجاد الدَّائرة العُظْمَى بين نقطتين على الأرض يحددها خط العرض وخط الطول (حيث يعتمد المُثَلَّث الكُروي على أقواس ضِمْن دوائر مركزها مركز الكُرة فقط )؛ في هذا التَّطبيق باستخدام دالة الظِّلّ tan، لِذا فمن المهم استخدام صيغ ليست عُرضةً لأخطاء التَّقريب ، وَلِهذا الغَرَض يُمكن استخدام الصَّيغ التَّالية (التي يمكن اشتقاقها باستخدام الجبر المتجهي):
{\displaystyle {\begin{aligned}c&=\arctan {\frac {\sqrt {(\sin a\cos b-\cos a\sin b\cos \gamma )^{2}+(\sin b\sin \gamma )^{2}}}{\cos a\cos b+\sin a\sin b\cos \gamma }},\\\alpha &=\arctan {\frac {\sin a\sin \gamma }{\sin b\cos a-\cos b\sin a\cos \gamma }},\\\beta &=\arctan {\frac {\sin b\sin \gamma }{\sin a\cos b-\cos a\sin b\cos \gamma }},\end{aligned}}}
حيث يجب استخدام إشارات البسط والمقام في هذه التَّعبيرات لتحديد ربع قوس الظل.

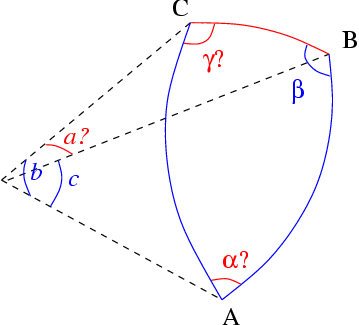
قوسان وزاوية غير محصورة معطاة

### قوسان وزاوية غير محصورة معطاة (SSA كروي)

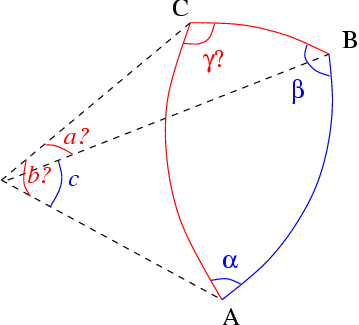
قوس وزاويتان مجاورتان معطاة

المعلومة: الجوانب b ، وc والزَّاوية β ليست محصورة بينهما. هذه المشكلة قَد لا تَكُونُ قابلةً لِلحَلِّ بِشَكْلٍ مُباشِرٍ؛
حيثَ أنَّ قيمة الزَّاوية β يُحتَمَل كونُها حادة أو مُنْفَرِجة عِنْدَ تَطبيق قانون الجيب للمثلثات الكروية في إيجاد قيمتها كخطوة لازمة لمعرفة بقية عناصر المُثَلَّث؛
ويُكونُ الحَلُّ مُباشِرًا فقط إذا كان طُول القَوْس b المُجاور للزَّاوية المجهولة γ والقوس الآخر c المُقَابِل لها كلاهما أقَلّ مِن أو يساوي 90 درجة قوسية ؛
فيوجد حَلٌّ مُباشِرٌ إذا تحقَّقَ الشَّرط التَّالي:
{\displaystyle b>\arcsin(\sin c\,\sin \beta ).}
فَيمكن على سَبيلِ المِثالِ إيجاد الزاوية γ مِن قانون الجيب للمثلثات الكروية:
{\displaystyle \gamma =\arcsin \left({\frac {\sin c\,\sin \beta }{\sin b}}\right).}
أمَّا فيما سِوَى ذَلِكَ فيكون الحَلُّ غير مُبَاشِر كما في حالة المُثلثات المُستوية، إذا كانت b < c فالحَلُّ يكون :
180° - γ ؛ وليس أي γ ؛
أي هكذا : 
{\displaystyle \gamma =180-\arcsin \left({\frac {\sin c\,\sin \beta }{\sin b}}\right).}
بَعدَها يُمكننا إيجاد العُنصرَين المُتَبِقِّيَيْنِ مِن المُثَلَّثِ الكُرَوِيّ القوس a ، والزَّاوية المُقَابِلَة له A أو ألفا α ، باستخدام صِيَغ نابير:
{\displaystyle {\begin{aligned}a&=2\arctan \left[\tan \left({\tfrac {1}{2}}(b-c)\right){\frac {\sin \left({\tfrac {1}{2}}(\beta +\gamma )\right)}{\sin \left({\tfrac {1}{2}}(\beta -\gamma )\right)}}\right],\\[4pt]\alpha &=2\operatorname {arccot} \left[\tan \left({\tfrac {1}{2}}(\beta -\gamma )\right){\frac {\sin \left({\tfrac {1}{2}}(b+c)\right)}{\sin \left({\tfrac {1}{2}}(b-c)\right)}}\right].\end{aligned}}}
ملاحظة تطبيقيَّة : يمكن صِياغَة مُعادَلة جَبريَّة لِتُطَبَّق بشكلٍ مباشر على غِرار قاعدة (if) في الإكسيل  لكن على خطوتين؛
الخطوة الأولى إيجاد إشارة موجبة أو سالبة تُعَبِّرُ عَن النسبة بين قيمة القوس c المُقابِل للزاوية المجهولة γ وبين القوس b المُجاوِر لها ، هكذا:
{\displaystyle \mathbf {\pm 1={({\color {red}c}-{\color {blue}b}+10^{-15}) \over |{\color {red}c}-{\color {blue}b}+10^{-15}|}} } ؛
حَيْثُ 10-15 قيمة مُضافَة لمنع القِسمة ÷ صفر عند تساوي قيمتي c ، b وهي قِيْمَة مُهْمَلَة وأقل مِن الفروق الطبيعية المُستخدمة عادةً والقوسان |.... | بهذا الشَّكْل يُمَثِّلان الفَرَق المُطلَق أو الموجب دائمًا بين القيمتين ؛
الخطوة الثانية هي صياغة معادلة إيجاد الزَّاوية γ المُقابِلة للقوس c مع إضافة ناتج الخطوة الأولى {\displaystyle \gamma =[90-(\pm 1\times 90)]+\left[\pm 1\times \arcsin \left({\frac {\sin c\,\sin \beta }{\sin b}}\right)\right]} حيث المقدار {\displaystyle \pm 1} تتغير قيمته بموجب أو سالب حَسَب تطبيق الخطوة الأولى، ويتم ضرب ناتجها في 90 وكذلك في نَصِّ معادلة قانون الجيب للمثلثات وبهذا التَّطبيق تؤول المُعادلة لِلصورة:
{\displaystyle \gamma =[90-(-90)]+\left[-1\times \arcsin \left({\frac {\sin c\,\sin \beta }{\sin b}}\right)\right]} فقط في حالة كان ناتج الخطوة الأولى = -1، وذلك عندما تكونُ قيمة القوس c المُقابِل للزَّاوية γ أصغر مِن قيمة القوس b المُجاوِر لها، وهي التي تُعادِل الصُّورة :- {\displaystyle \gamma ={\color {red}180}-{\color {blue}\arcsin \left({\frac {\sin c\,\sin \beta }{\sin b}}\right)}}
وأهمية هذه المُعادِلة تَكْمُن في حالة التَّعويض عن {\displaystyle \pm 1} مِن نَصِّ المُعادلة بالخطوة الأولى بعد علامة = في نَصِّ المعادلة الثانية فتصير المعادلة مِن خطوة واحدة مُباشرة هكذا :-
{\displaystyle \mathbf {\gamma =90{\color {red}-}\,{90\times ({\color {red}c}-{\color {blue}b}+10^{-15}) \over |{\color {red}c}-{\color {blue}b}+10^{-15}|}\,{\color {blue}+}\,{({\color {red}c}-{\color {blue}b}+10^{-15})\times \mathbf {\arcsin \left({\frac {\sin {\color {red}c}\,\times \sin \beta }{\sin {\color {blue}b}}}\right)}  \over |{\color {red}c}-{\color {blue}b}+10^{-15}|}} }
حيث تؤول القيم المُضافة للمُعادلة الأصلية إلى (90 + 90 - المعادلة الأصلية) في حالة ضرورة طرح ناتجها مِن 180؛ وتؤول إلى (90 - 90 + المُعادلة الأصلية) في حالة عَدَم الحاجة إلى الطَّرح، ويمُكِن بالتحقيق الجَبري التَّأكُّد مِن صِحةِ العلاقة؛ وتُطبَّقُ أيضًا في حالة وجود احتمالين بقانون الجيب لحل المُثلَّثات المستوية لكن بالنسبة المباشرة بين الضِلعين c و b بلا حساب جيب كل منهما، ولكن هذه المعادلات ليست عامة فهي فقط تنطبق في عدد ليس قليلا من المثلثات والملاحظ أن جانب المثلث الأكبر يقابل زاوية أكبر والعكس صحيح ، والبداية تكون بالنظر للنسبة بين القوسين المعلومين لنعرف من الزاوية المعلومة قيمة الزاوية المجهولة المقابلة لأحد القوسين المعلومين فإن كانت هناك قيمتين محتملتين لتلك الزاوية المجهولة وكلاهما تحقق نفس النسبة التي بين القوسين المعلومين فينظر في هذه الحالة للنسبة بين طول القوس المعلوم والزاوية المعلومة المقابلة له فنبحث عن قيمة للزاوية المجهولة لتحقق نفس العلاقة بينها وبين القوس الآخر المعلوم ،
فإن كان للزاوية احتمالان كلاهما يحقق نفس النسبة ففي هذه الحالة يصعب الترجيح بين الإحتمال المباشر للزاوية والإحتمال الغير مباشر إلا إذا علمت الزاوية الثالثة في المثلث فغالبًا إن كانت أقل من 90 درجة تطبق الحالتين السابقتين من طرق الترجيح بين الزاوية الحادة والزاوية المنفرجة كإحتمالين للزاوية المجهولة من قانون الجيب للمثلثات ، وهذا واضح من دراسة الأحوال المختلفة للمثلثات الكروية عمليًّا .

### قوس وزاويتان مجاورتان معطاة (ASA كروي)
المعلومة: القوس c والزوايا α, β. أولاً، نحدد الزاوية γ باستخدام قانون جيب التمام لـ م.ك :
{\displaystyle \gamma =\arccos(\sin \alpha \sin \beta \cos c-\cos \alpha \cos \beta ).\,}
يمكن ايجاد قوسين مجهولين مِن قانون جيب التمام (باستعمال الزاوية المحسوبة γ):

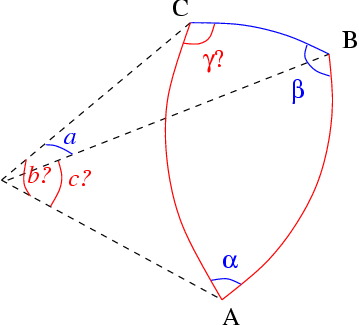
قوس، وزاوية مجاورة وزاوية مقابلة معطاة

{\displaystyle a=\arccos \left({\frac {\cos \alpha +\cos \beta \cos \gamma }{\sin \beta \sin \gamma }}\right),}
{\displaystyle b=\arccos \left({\frac {\cos \beta +\cos \alpha \cos \gamma }{\sin \alpha \sin \gamma }}\right),}
أو باستخدام صيغ نابير:
{\displaystyle {\begin{aligned}a&=\arctan \left[{\frac {2\sin \alpha }{\cot({\frac {c}{2}})\sin(\beta +\alpha )+\tan({\frac {c}{2}})\sin(\beta -\alpha )}}\right],\\[4pt]b&=\arctan \left[{\frac {2\sin \beta }{\cot({\frac {c}{2}})\sin(\alpha +\beta )+\tan({\frac {c}{2}})\sin(\alpha -\beta )}}\right].\end{aligned}}}

### قوس وزاوية مجاورة وزاوية مقابلة معطاة (AAS كروي)
المعلومة: القوس a والزوايا α, β. يمكن ايجاد القوس b قانون الجيب لـ م.م:
{\displaystyle b=\arcsin \left({\frac {\sin a\,\sin \beta }{\sin \alpha }}\right).}
إذا كانت الزاوية المركزية المقابلة للقوس a حادة و α > β، هناك حل آخر:
{\displaystyle b=\pi -\arcsin \left({\frac {\sin a\,\sin \beta }{\sin \alpha }}\right).}
يمكننا ايجاد خصائص أخرى باستخدام صيغ نابير:

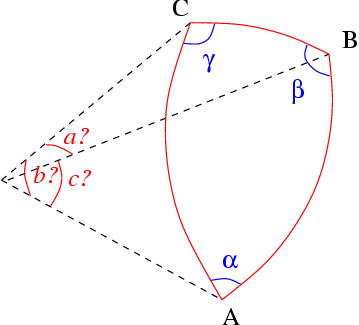
ثلاث زوايا معطاة

{\displaystyle {\begin{aligned}c&=2\arctan \left[\tan \left({\tfrac {1}{2}}(a-b)\right){\frac {\sin \left({\tfrac {1}{2}}(\alpha +\beta )\right)}{\sin \left({\frac {1}{2}}(\alpha -\beta )\right)}}\right],\\[4pt]\gamma &=2\operatorname {arccot} \left[\tan \left({\tfrac {1}{2}}(\alpha -\beta )\right){\frac {\sin \left({\tfrac {1}{2}}(a+b)\right)}{\sin \left({\frac {1}{2}}(a-b)\right)}}\right].\end{aligned}}}

### ثلاث زوايا معلومة (AAA كروي)
المعلومة: الزوايا α, β, γ. من قانون جيب التمام للمثلثات الكروية، نستنتج:
{\displaystyle a=\arccos \left({\frac {\cos \alpha +\cos \beta \cos \gamma }{\sin \beta \sin \gamma }}\right),}
{\displaystyle b=\arccos \left({\frac {\cos \beta +\cos \gamma \cos \alpha }{\sin \gamma \sin \alpha }}\right),}
{\displaystyle c=\arccos \left({\frac {\cos \gamma +\cos \alpha \cos \beta }{\sin \alpha \sin \beta }}\right).}

### حل المثلثات الكروية قائمة الزاوية
تصبح الخوارزميات أعلاه أبسط بكثير إذا كانت إحدى زوايا المثلث (على سبيل المثال ، الزاوية C) هي زاوية قائمة. يتم تعريف مثل هذا المثلث الكروي بالكامل بواسطة عنصريه، ويمكن حساب العناصر الثلاثة الأخرى باستخدام العلاقات التالية:
{\displaystyle \sin a=\sin c\cdot \sin A} (من قانون الجيب لـ م.ك)
{\displaystyle \tan a=\sin b\cdot \tan A}
{\displaystyle \cos c=\cos a\cdot \cos b} (من قانون جيب التمام لـ م.ك)
{\displaystyle \tan b=\tan c\cdot \cos A}
{\displaystyle \cos A=\cos a\cdot \sin B} (من قانون جيب التمام لـ م.ك)
{\displaystyle \cos c=\cot A\cdot \cot B}

## بعض التطبيقات

### طريقة التثليث

قياس المسافة باستخدام التثليث

إذا رغب المرء في قياس المسافة d من ضفة البحر إلى سفينة بعيدة عن طريق التثليث، تُعَلَّم على ضفة البحر نقطتين بمسافة معلومة l بينهما (خط الأساس). لتكن α، وβ زوايا بين خط الأساس والاتجاه إلى السفينة.
من الصيغ أعلاه (حالة ASA، بافتراض الهندسة المستوية) يمكن للمرء حساب المسافة كارتفاع المثلث:
{\displaystyle d={\frac {\sin \alpha \,\sin \beta }{\sin(\alpha +\beta )}}\ell ={\frac {\tan \alpha \,\tan \beta }{\tan \alpha +\tan \beta }}\ell .}
بالنسبة لحالة المثلث الكروي، يمكن للمرء أولاً حساب طول القوس من النقطة عند α إلى السفينة (أي القوس المقابل لـ β) باستخدام صيغة ASA:
{\displaystyle \tan b={\frac {2\sin \beta }{\cot(l/2)\sin(\alpha +\beta )+\tan(l/2)\sin(\alpha -\beta )}},}
وإدراج هذا في صيغة AAS للمثلث الفرعي الذي يحتوي على الزاوية α والقوسين b و d:
{\displaystyle \sin d=\sin b\sin \alpha ={\frac {\tan b}{\sqrt {1+\tan ^{2}b}}}\sin \alpha .}
تستخدم هذه الطريقة في الملاحة الساحلية. تحدد الزوايا α، و β بملاحظة المعالم المألوفة من السفينة.

كيفية قياس ارتفاع جبل

مثال آخر في التثليث، إذا أراد المرء قياس ارتفاع h لجبل أو مبنى مرتفع، تحدد الزوايا α، و β من نقطتين أرضيتين إلى الأعلى. لتكن ℓ مسافة بين هذه النقاط. من نفس صيغ حالة ASA، نتحصل على:
{\displaystyle h={\frac {\sin \alpha \,\sin \beta }{\sin(\beta -\alpha )}}\ell ={\frac {\tan \alpha \,\tan \beta }{\tan \beta -\tan \alpha }}\ell .}

### المسافة بين نقطتين على الكرة الأرضية
لحساب المسافة بين نقطتين على الكرة الأرضية،
النقطة A: خط العرض λA، خط الطول LA ،
والنقطة B: خط العرض λB، خط الطول LB
نعتبر المثلث الكروي ABC، حيث C هو القطب الشمالي. بعض الخصائص هي:
{\displaystyle a=90^{\mathrm {o} }-\lambda _{\mathrm {B} },\,}
{\displaystyle b=90^{\mathrm {o} }-\lambda _{\mathrm {A} },\,}
{\displaystyle \gamma =L_{\mathrm {A} }-L_{\mathrm {B} }.\,}
إذا أعطيت قوسين وزاوية محصورة (حالة المثلث الكروي SAS)، نحصل من تلك الصيغ:
{\displaystyle \mathrm {AB} =R\,\arccos \left[\sin \lambda _{\mathrm {A} }\,\sin \lambda _{\mathrm {B} }+\cos \lambda _{\mathrm {A} }\,\cos \lambda _{\mathrm {B} }\,\cos \left(L_{\mathrm {A} }-L_{\mathrm {B} }\right)\right]}
هنا، R هو نصف قطر الأرض.
والسبب في هذا التغيير عن صيغة قانون جيب التمام لحساب المثلثات الكروية هو أنَّ جيب الزاوية = جيب تمام ( 90 - نفس الزاوية ) والعكس صحيح ؛
والقانون السَّابِق يخصُّ نظام راديان أمَّا في حالة استخدام نظام الدرجات فيكون بدلًا مِن الضرب في المقدار R فقط، الضرب في قِيمَة الدَّرجة القوسية {\displaystyle \pi R \over 180} فيكون بالصُّورة التَّالية :
{\displaystyle \mathrm {AB} ={\pi \ R\,\arccos \left[\sin \lambda _{\mathrm {A} }\,\sin \lambda _{\mathrm {B} }+\cos \lambda _{\mathrm {A} }\,\cos \lambda _{\mathrm {B} }\,\cos \left(L_{\mathrm {A} }-L_{\mathrm {B} }\right)\right] \over 180}} .

## هوامش وملاحظات
1. ↑  تسمى مجازًا "أضلاع"، وتسمى أيضًا "جوانب المثلث الكروي"